# Hedvig Försäkring
Hedvig Försäkring är ett svenskt försäkringsbolag. Hedvig grundades 2017 av Lucas Carlsén, Fredrik Fors och John Ardelius. Idén för att starta ett nytt försäkringsbolag kom från Lucas Carlsén redan 2016 när han jobbade som managementkonsult i försäkringsbranschen. Bolagets första försäkring lanserades 2018. 
Hedvig försäkrar idag över 140 000 människor genom hem-, hus-, bil-, djur- och olycksfallsförsäkring. Hedvig fokuserar på digitala lösningar.
Hedvig har tillstånd av Finansinspektionen att bedriva försäkringsrörelse inom hela EU. Försäkringsgivare för Hedvig AB är Hedvig Försäkring AB och Eir Försäkring AB. 
Sedan Oktober 2023 är bolagets VD är Jonas Billberg.

## Historia
2016 får Lucas Carlsén får idén om att starta ett nytt svenskt försäkringsbolag med en ny affärsmodell. Idén kom efter att jobbat med svenska försäkringsbolag. Det första fröet till Hedvig hade såtts och bolaget registreras i slutet av året hos Bolagsverket.
Tillsammans med Fredrik Fors och AI-forskaren John Ardelius grundar Lucas Carlsén Hedvig 2017 i en källarlokal i Stockholm.
I maj 2018 lanseras Hedvig på den svenska marknaden. De första försäkringarna som erbjuds är hemförsäkring.
2019 listar tidskriften Wired Hedvig som ett av Sveriges hetaste startups. Samma år blir Lucas Carlsén och Fredrik Fors rankade i Forbes 30 under 30.
2021 får Hedvig sin egen försäkringslicens av Finansinspektionen för att bedriva försäkringsverksamhet. Tidigare hade man endast förmedlat försäkringar.
2022 breddar Hedvig sitt utbud från hemförsäkringar till att även erbjuda bilförsäkring. 
2023 lanseras ytterligare 2 försäkringar, djurförsäkring för hund och katt. Hedvig byter även VD till Jonas Billberg och in kommer en ny storägare i private equity-bolaget Adelis. Vid årets slut försäkras över 140 000 kunder.